# Route Adélie de Vitré 2004
La Route Adélie de Vitré 2004, nona edizione della corsa e valida come evento del circuito UCI categoria 1.3, fu disputata il 2 aprile 2004 su un percorso di 185,3 km. Fu vinta dal francese Anthony Geslin al traguardo con il tempo di 4h21'25", alla media di 42,53 km/h.
Partenza con 121 ciclisti, dei quali 66 portarono a termine il percorso.

## Ordine d'arrivo (Top 10)
| Pos. | Corridore            | Squadra         | Tempo    |
| ---- | -------------------- | --------------- | -------- |
| 1    | Anthony Geslin       | La Boulangère   | 4h21'25" |
| 2    | Sergio Marinangeli   | Domina Vacanze  | s.t.     |
| 3    | Pierrick Fédrigo     | Crédit Agricole | s.t.     |
| 4    | Alessandro Bertolini | Alessio         | s.t.     |
| 5    | Franck Pencolé       | Oktos           | a 8"     |
| 6    | Kurt Van De Wouwer   | Mr Bookmaker    | a 18"    |
| 7    | Andrej Kašečkin      | Crédit Agricole | a 24"    |
| 8    | Igor Abakoumov       | Ch. Jacques     | a 1'06"  |
| 9    | Björn Leukemans      | Mr Bookmaker    | s.t.     |
| 10   | Sandy Casar          | Fdjeux.com      | a 1'08"  |